# Bakoa
Bakoa — монотипный род многолетних травянистых растений семейства Ароидные (Araceae), включающий единственный вид Bakoa lucens.

## Ботаническое описание
Маленькие травы. Стебель сжатый.

### Листья
Листья от нескольких до многих. Черешки вложенные во влагалища только в самом основании, расширяющиеся в очень узкий, треугольный, опадающий язычок.
Листовая пластинка очень узкопродолговато-эллиптическая, довольно кожистая. Центральная Жилка снизу заметная, с 4—6 хорошо дифференцированными (более тёмными, чем окружающая часть листовой пластинки) первичными боковыми жилками; снизу вторичные боковые жилки более-менее ясные, сверху прекрасно различимые, быстро ослабевающие и сливающиеся в более толстую общую краевую жилку; третичные жилки снизу образуют малозаметный мозаичный узор.

### Соцветия и цветки
Соцветия от одного до трёх на одном побеге. Цветоножка от вертикальной до сгибающейся во время цветения. Покрывало во время цветения слегка повёрнутое вверх открытой брюшной частью и сгибающееся после цветения и в период образования плодов, наклонённое, более-менее обратноланцетовидное, едва сжатое, с длинным остриём на вершине.
Початок сросшийся с покрывалом в нижней ½ —1⁄3 части; женская часть полностью сросшаяся в спинной части с покрывалом; завязь сжато-шаровидная и слегка угловатая; плацента базальная; семяпочки ортотропные, с длинным клювообразным выростом; рыльце сидячее, у́же завязи, наподобие кнопки, с устьицами; стерильный промежуток несколько толще женской зоны, спинной частью сросшийся с покрывалом, состоит из больших, усечённых, большей частью неправильно многоугольных стаминодиев, покрывющих также спинную часть мужской зоны до самой вершины; мужская зона полуцилиндрически-эллипсоидная, на вершине узкозаострённая и стерильная, в основании спинной частью сросшаяся с покрывалом, с репродуктивными тычинками в основном только на брюшной части, выставленной из покрывала, иногда более интенсивно плодородной, чем спинная часть, всегда стерильная; тычинки в большом числе, усечённые, гиреобразные и неправильно прямоугольные сверху, часто со связником, неравномерно расширенным с одной стороны; теки вскрывающиеся через заметную, широкооправленную пору.

### Плоды
Покрывало сохраняется при образовании плодов, а при их созревании быстро засыхает, сгибается и разрывается у основания плодоножки, открывая созревающие плоды, в то же время верхняя часть покрывала остаётся на початке. При образовании плодов плодоножка сначала сгибается, затем поворачивается на 180° и выгибается вертикально. Плоды — сжато-шаровидные ягоды.
Семена эллипсоидные; теста слегка ребристая.

## Распространение
Эндемик Калимантана.
Растёт в лесах как литофит, а в реках и ручьях как реофит; на высоте около 30 м над уровнем моря.